# Синиця білоплеча
Синиця білоплеча (Melaniparus guineensis) — вид горобцеподібних птахів родини синицевих (Paridae). Мешкає на півночі Субсахарської Африки.

## Поширення і екологія
Білоплечі синиці поширені від Сенегалу і південної Мавританії до Ефіопії і Кенії. Вони живуть в сухих саванах і тропічних лісах, сухих і високогірних чагарникових заростях, на високогірних луках. Зустрічаються на висоті до 1650 м над рівнем моря.

## Поведінка
Білоплечі синиці живляться комахами, яких ловлять на деревах. Гніздяться в дуплах і розщених на деревах, в кладці 4-6 рожевуватих яйця, поцяткованих коричневими плямами.